# Анђелко Крстић
Анђелко Крстић (Лабуништа, код Струге, 1. новембар 1871 — Лабуништа, код Струге, 6. мај 1952) био је српски национални радник и књижевник.

## Биографија
Он је поникао у дримколском крају, који се и дан данас назива Мала Шумадија. Учитељску школу је завршио 1889. године у Београду, а већ 1890. ступио је у учитељску службу по селима на планини Јабланици у Дримколу.
Његов први литерарни прилог објављен је у „Цариградском гласнику” 1904. године под псеудонимом Дримколац. Тематика његових дела био је тежак живот његових земљака, сељака — печалбара.
Врхунац његовог књижевног стваралаштва је роман „Трајан”, објављен 1932. године, за који је две године касније добио награду за најбољи српски роман од Академије уметности. Његова драма Заточеници премијерно је изведена у скопском народном позоришту „Краљ Александар I” 12. септембара 1937. године

## Дела
- Приповетке (књига прва, Београд, 1932)
- Трајан (роман, Скопље, 1932)
- Заточеници (драма, 1937)
- Приповетке (књига друга, Београд, 1951)
- Сећања (аутобиографски записи), Институт за књижевност, Београд, 2000.